# Müra
Müra (ógörögül: Μύρα, Mýra) ókori város Lükiában, a mai Törökország Antalya tartományában.

## Története
Müra már a klasszikus korban is jelentős hely volt, a hellenisztikus időszaktól kezdve a Lükiai Liga hat legnagyobb városának egyike volt. Lüiának Pamphyliától való elválasztása után II. Theodosius császár (i. sz. 408–450) alatt Müra a tartomány adminisztratív és ekkléziológiai fővárosa lett. Müra már korán püspöki székhely volt; 300-tól kezdve Mürai Miklós szolgált itt püspökként.
Artemisz Eleuthera (Kübele) istennőnek Mürában volt egy kultikus központja, amely I. u. 141-ben egy földrengés során elpusztult. 
809-ben a helyszínt Hārūn ar-Raschīd vezette arab csapatok kifosztották, és ezt követően sokat veszített jelentőségéből. I. Alexiosz Komnénosz bizánci császár (1081–1118) uralkodása alatt Müra ideiglenesen az iszlám szeldzsukok kezére került. Bariból származó olasz kereskedők kihasználták a zavaros időket, hogy Szent Miklós földi maradványait hazaszállítsák, ahová 1087. május 9-én érkeztek meg. Ettől kezdve Bari lett a Szent Miklós-kultusz központi zarándokhelye.
Az évszázadok során Müra városa a Demre folyó iszapja alá temetődött; romjait 1965-ben és 1968-ban Jürgen Borchhardt német régész tárta fel.

## Érdekes helyek Mürában
Mürai sziklasírok:
- Az első Szent Miklós-templom a 6. században épült. A mai háromhajós bazilika magja a 8. századból származik. A templomot IX. Kónsztantinosz Monomakhosz bizánci uralkodó (1000–1055) és Zóé császárnő újította fel. A 11. század második felében kolostort építettek itt, és a szerzetesekre bízták a zarándokhely gondozását.

Szent Miklós maradványait 1087-ben olasz kereskedők ellopták és Bariba szállították. Ez azonban nem jelentette azt, hogy a templom teljesen elvesztette jelentőségét; a zarándokok még ma is látogatják. A templomot, amely évszázadokon át a Demre folyó iszapjába süllyedt, 1850-ben II. Sándor cár alatt oroszok szerezték meg, és részben helyreállították. A kegyhelynek az orosz ortodox egyházzal való végleges egyesítésére vonatkozó tervek csak 1910-ben készültek el.

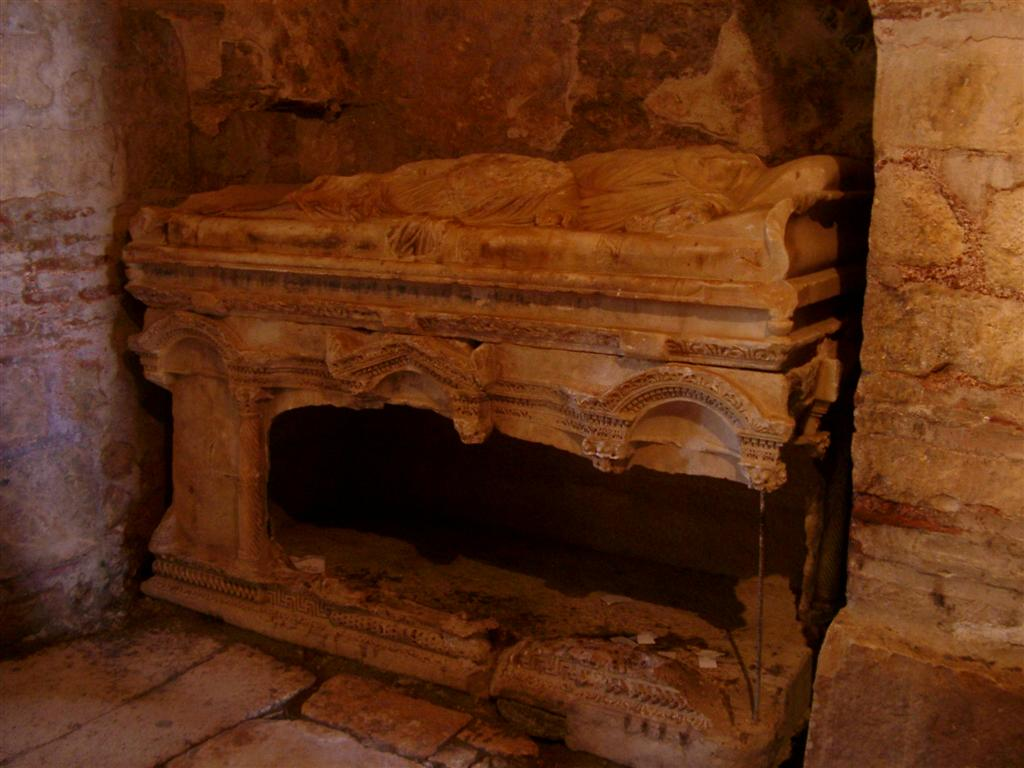
Szent Miklós sírja Mürában

1963-ban a templom keleti és nyugati oldalát feltárták. Az 1990-es évek óta további török ásatások folynak a templomban. Belül bizánci freskók és építészeti szobrok, valamint római szarkofágok találhatók, amelyeket spoliaként használtak újra. A templom előtt egy modern Szent Miklós emlékmű áll.
2007. december 6-án Ertuğrul Gunay török kulturális miniszter engedélyezte I. Bartolomaiosz konstantinápolyi görögkeleti ökumenikus pátriárkának, hogy a görögkeleti liturgia szerinti istentiszteletet tartson a Szent Miklósnak szentelt demrei templomban. A bazilikában utoljára 2002-ben tartottak istentiszteletet. Bár a patriarkátus minden évben kérelmet nyújtott be, öt évig nem kapott engedélyt. Emellett a kulturális miniszter mintegy 25 000 eurót adományozott, hogy a rossz állapotban lévő bazilikát felújítsák.
A város további látnivalói:
- Római színház
- Ókori lükiai sziklasírok.
- Kikötő: A Demrétől öt kilométerre délnyugatra fekvő Andriake (mai neve: Çayağzı-öböl) mára eliszaposodott. Korai hellenisztikus alapítású. Pál apostol I. u. 59-ben itt váltott hajót a Rómába vezető útja során (ApCsel 27:5-6 EU). A kikötői infrastruktúrát a nagy császárkorban tömegesen bővítették, és a kikötő a késő ókorban is virágzott.

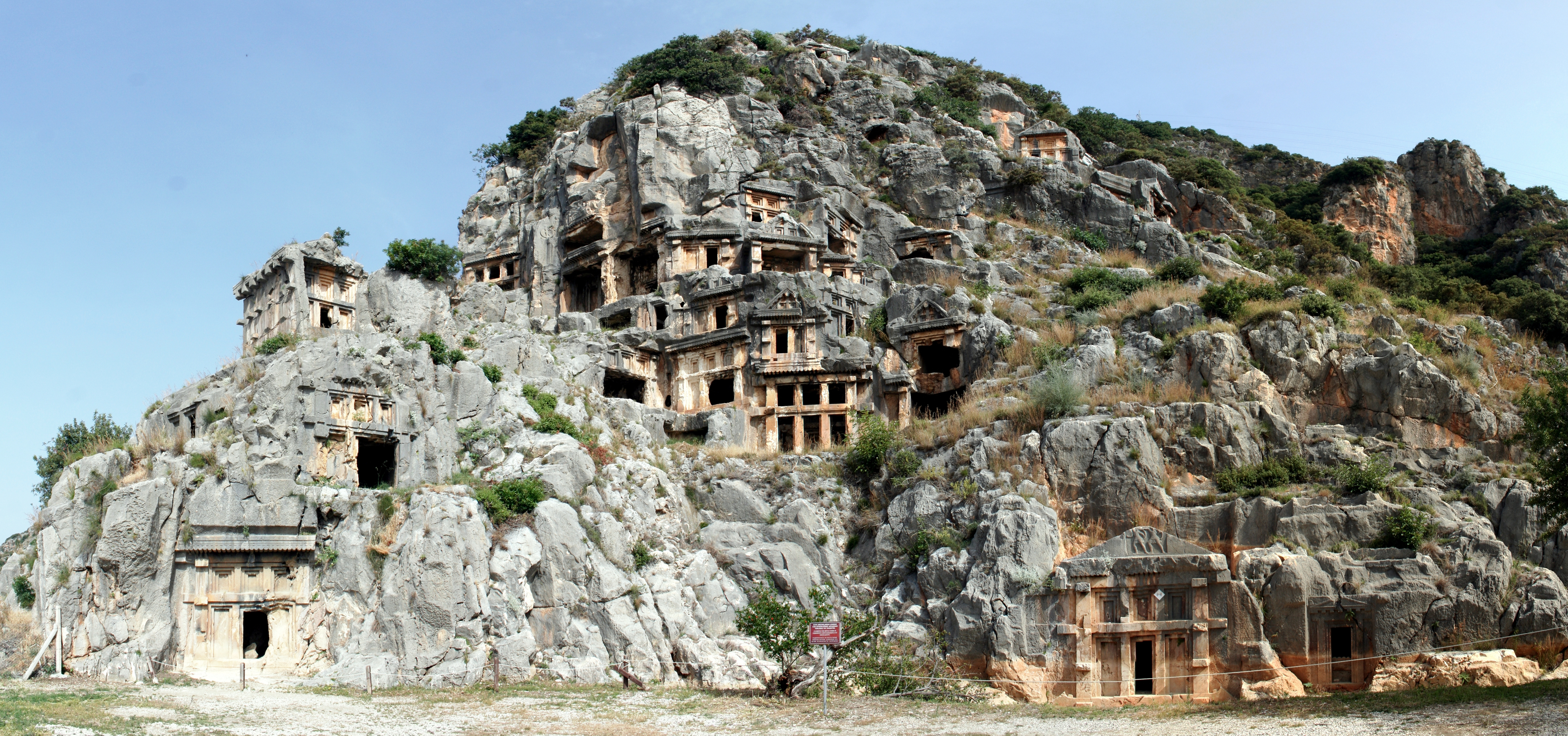
Mürai sziklatemplomok

Hat temploma mellett ebben az időszakban két fürdő is épült Mürában. A korai bizánci időkben a Granariumban bíbort bányásztak, amiről egy kiterjedt hulladékhalom tanúskodik, amely részben az egykori piacteret borítja. A települést valószínűleg a középkorban elhagyták, bár ennek okai nem ismertek, de összefüggésbe hozhatók a kikötő fokozódó eliszaposodásával.
Érdemes megnézni a régi magtárat, egy magtárat, amelyben akár 6000 köbméter gabonát is tárolhattak. Valószínűleg Hadrianus császár idején épült.
A közeli Ücağız (Kekova) és a szomszédos Kaleköy (Simena) falu is megér egy látogatást. Lükiai sziklasírok és indás szarkofágok láthatók ott - viszonylag jó állapotban.
A tengerparti régióban tilos a búvárkodás, de Kekova környéke vonzó a búvárkodók számára.